# Quixeramobim (kommun)
Quixeramobim är en kommun i Brasilien.   Den ligger i delstaten Ceará, i den östra delen av landet, 1 500 km nordost om huvudstaden Brasília. Antalet invånare är 71 912.
Följande samhällen finns i Quixeramobim:
- Quixeramobim

Omgivningarna runt Quixeramobim är huvudsakligen savann. Runt Quixeramobim är det glesbefolkat, med 15 invånare per kvadratkilometer.